# Bank of China Tower
Der Bank of China Tower ist ein im Jahre 1990 erbauter, 367 Meter hoher Büroturm in Hongkong und besitzt 72 Obergeschosse. Er ist der vierthöchste Büroturm der Stadt und beherbergt die Zentrale der Bank of China (Hong Kong).

## Beschreibung und Architektur

Geometrisches Modell der Gebäudeform

Die geometrische Form besteht aus vier zusammenstehenden dreieckigen Elementen, die sich aus einem Granitpodium erheben. Die Elemente sind unterschiedlich hoch und laufen in schrägen Flächen ineinander zusammen, was an einen Kristall erinnert. Die Außenflächen bestehen aus einer Fachwerkstruktur, die große dreieckige Flächen aus reflektierendem Glas bildet. Die Stahlträger tragen weiße Leuchtstreifen, die nachts animiert werden.
Erbaut wurde der Turm von dem Architekten Ieoh Ming Pei, der unter anderem auch die Glaspyramide des Louvres in Paris erschaffen hat. Als Inspirationsquelle gab er Bambus an, das in der chinesischen Kultur ein positives Symbol darstellt. Leitender Ingenieur war Leslie E. Robertson.
In der Stadt hebt sich das Gebäude deutlich von anderen ab, wodurch es zu einem charakteristischen Stadtmerkmal wird. Als Kritik wird jedoch angeführt, dass es nicht den Grundsätzen des Feng Shui entspricht. Der 43. Stock des Gebäudes war vormals für Besucher frei zugänglich und bietet eine Aussicht auf den Victoria Harbour und hinüber nach Kowloon. Aktuell ist ein Besuch der Plattform nicht mehr möglich. Wie viele andere Wolkenkratzer erreicht auch die Bank of China ihre offizielle Höhe von 367 m nur inklusive der Metallspitzen auf dem Dach. Sie zählen zur Gebäudearchitektur, weil sie vom Architekten im Entwurf vorgesehen waren, was beispielsweise bei Funkantennen nicht der Fall wäre. Bis zum Dach ist der Tower 305 m hoch.
Erbaut wurde das Gebäude von der Bank of China, deren Logo sich am Südeingang befindet. Später ging es an die neu gegründete Tochter Bank of China (Hong Kong) über, die ihren Hauptsitz im Gebäude hat. Einige Stockwerke werden verpachtet, unter anderem auch an das Mutterunternehmen. Anders als bei den umliegenden Hochhäusern wird auf ein beleuchtetes Logo auf dem Dach verzichtet.
Das Gebäude ist auf der Vorderseite der von der Bank of China (Hong Kong) herausgegebenen Hongkong-Dollar-Banknoten abgebildet.
Gegenwärtig ist der Turm das vierthöchste Gebäude der Stadt nach dem International Commerce Centre, dem Two International Finance Centre sowie dem Central Plaza. Nach seiner Vollendung 1990 war der Bank of China Tower für zwei Jahre bis zur Fertigstellung der Central Plaza im Jahr 1992 das höchste Gebäude der Metropole.

## Ansichten

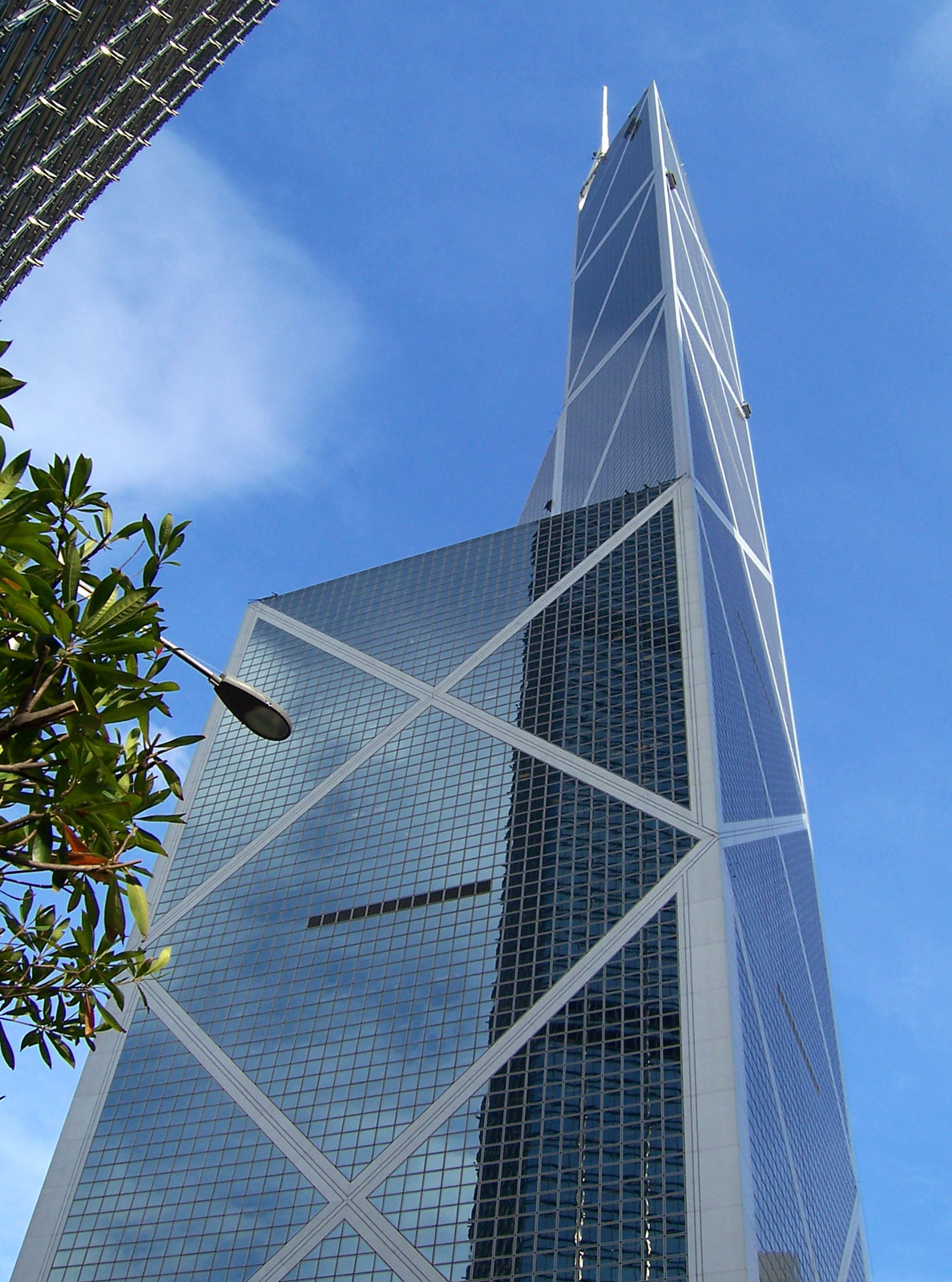
Blick von unten
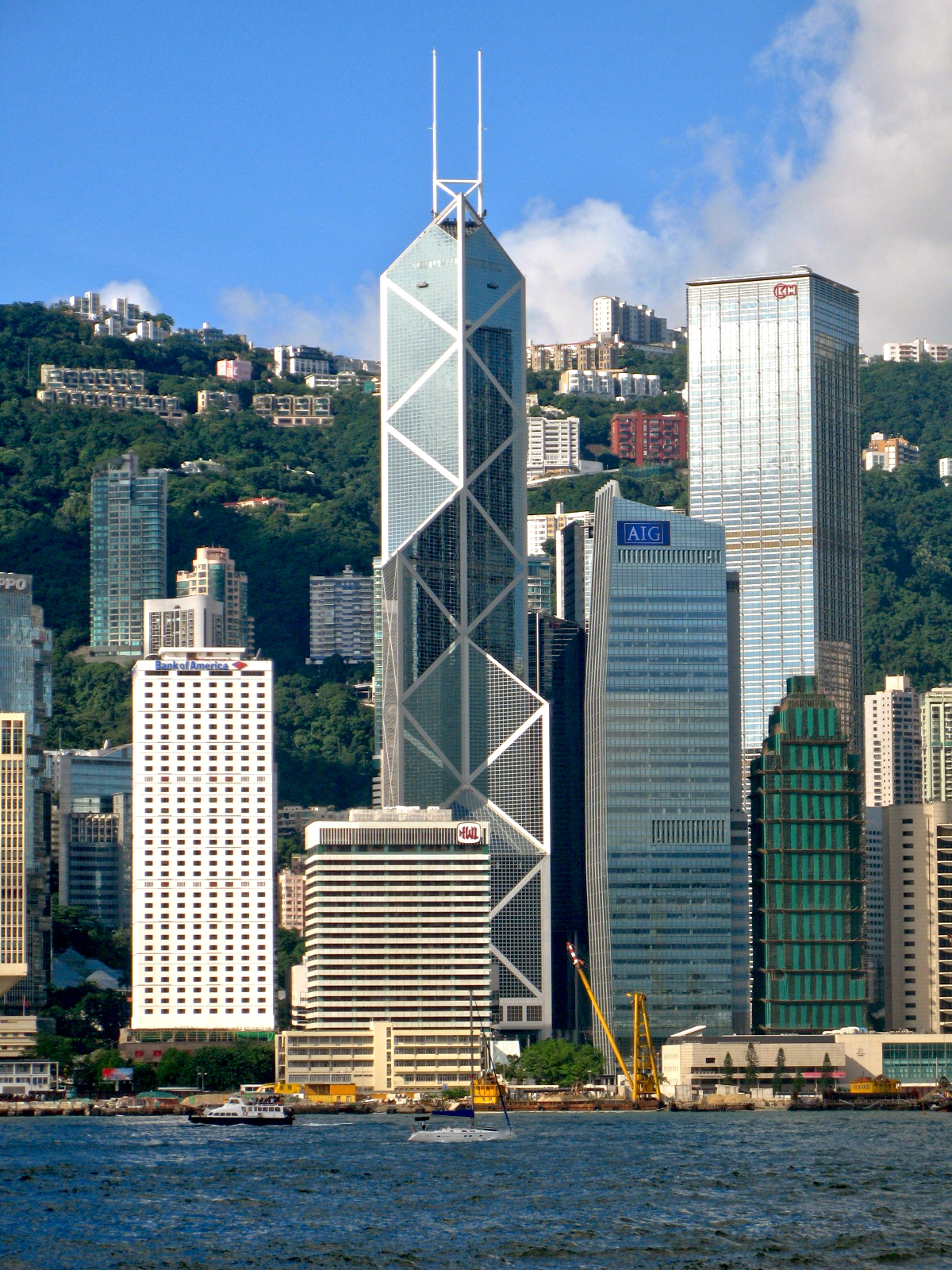
Das Gebäude im Stadtkontext
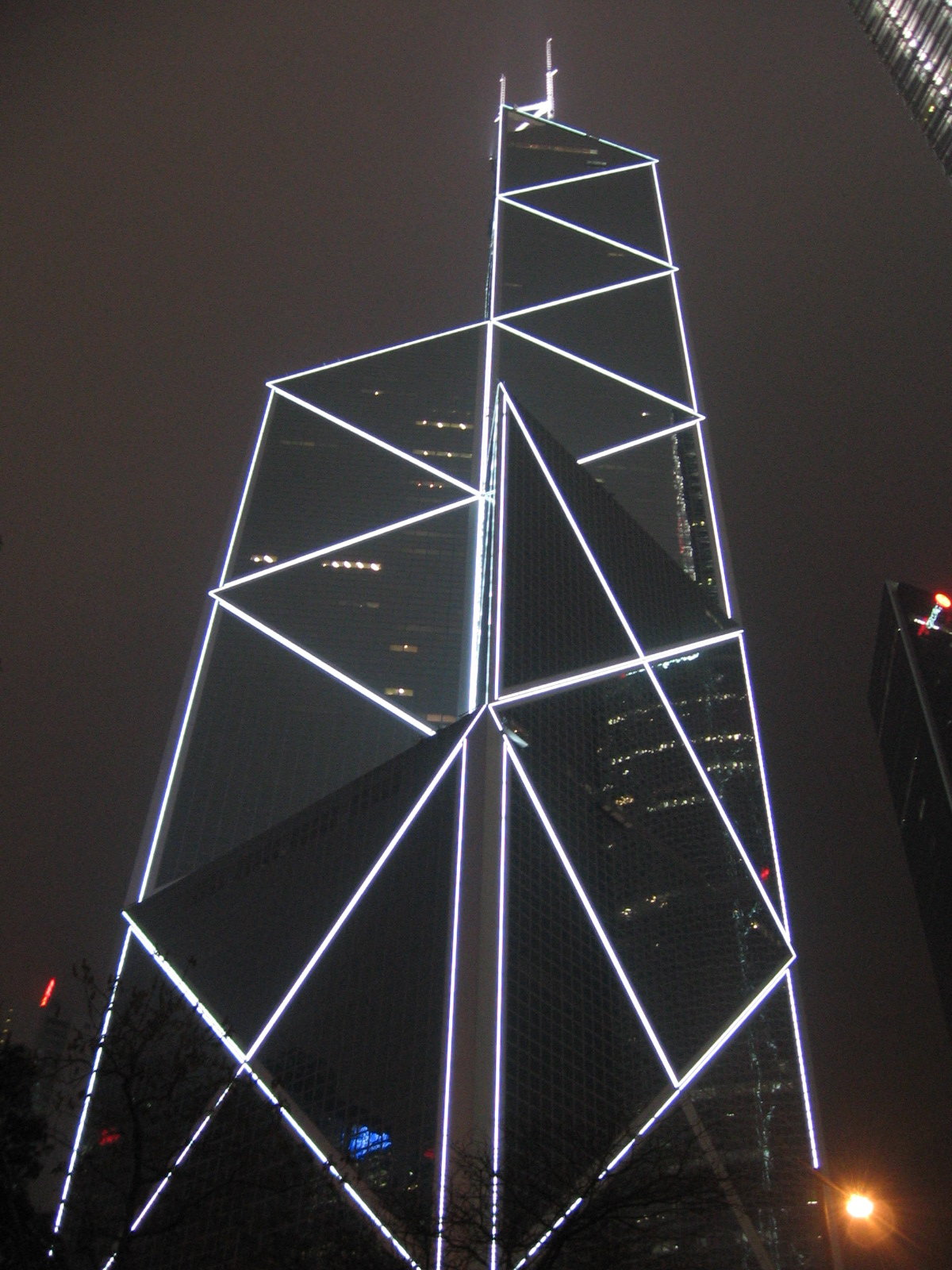
Der Turm ist bei Nacht beleuchtet
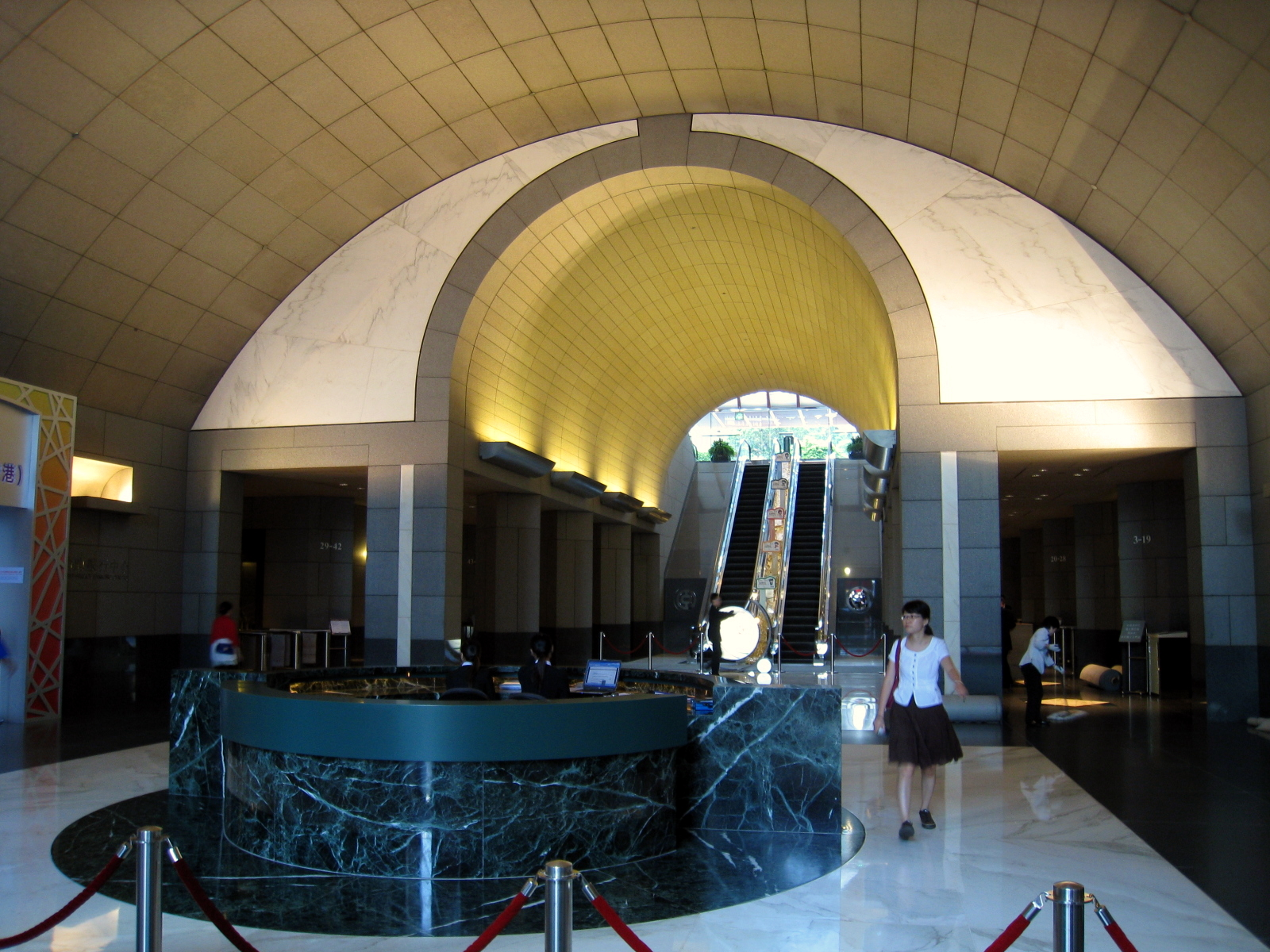
Die Lobby
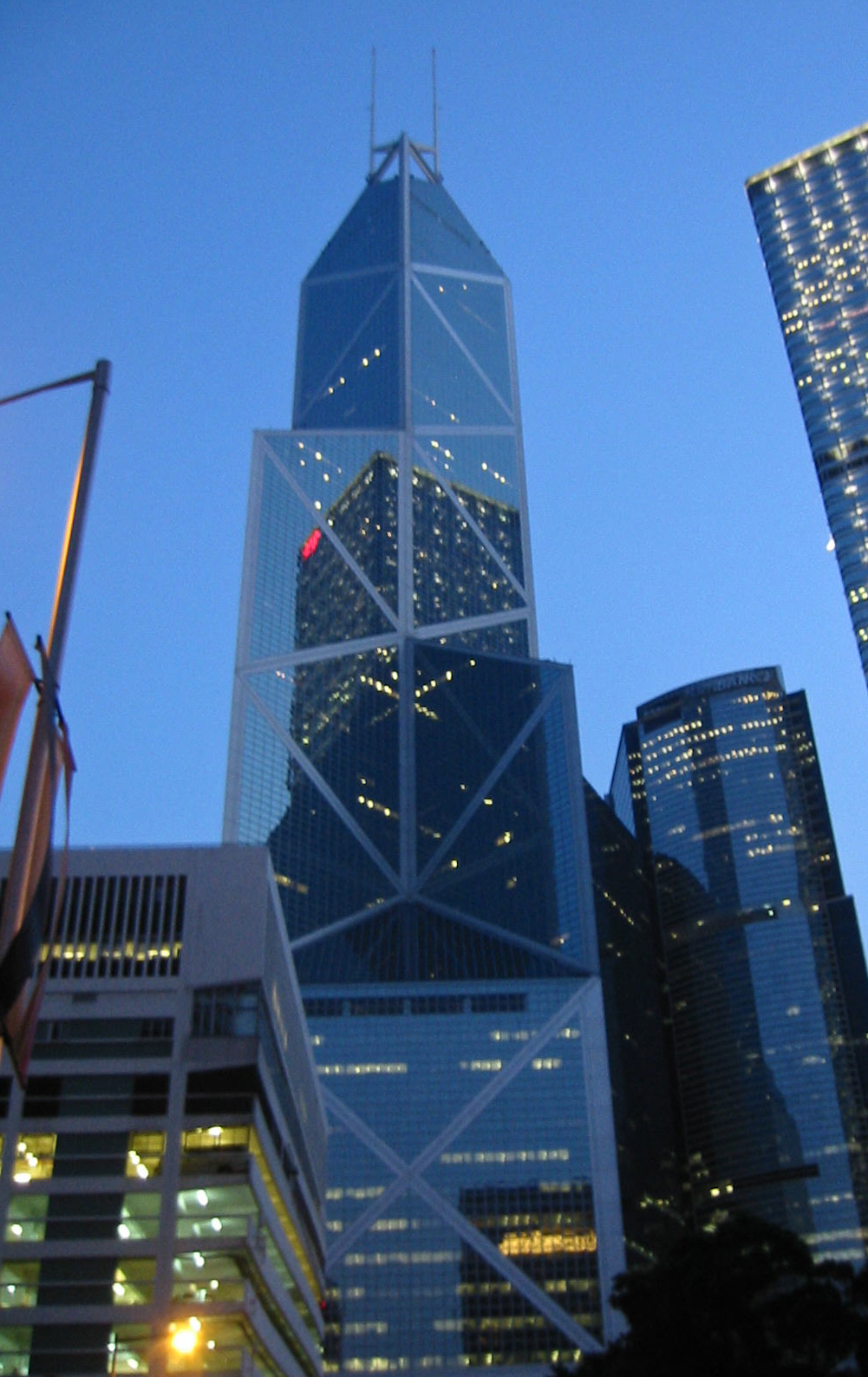
Bank of China Tower bei Nacht